# Carnaval de Nice

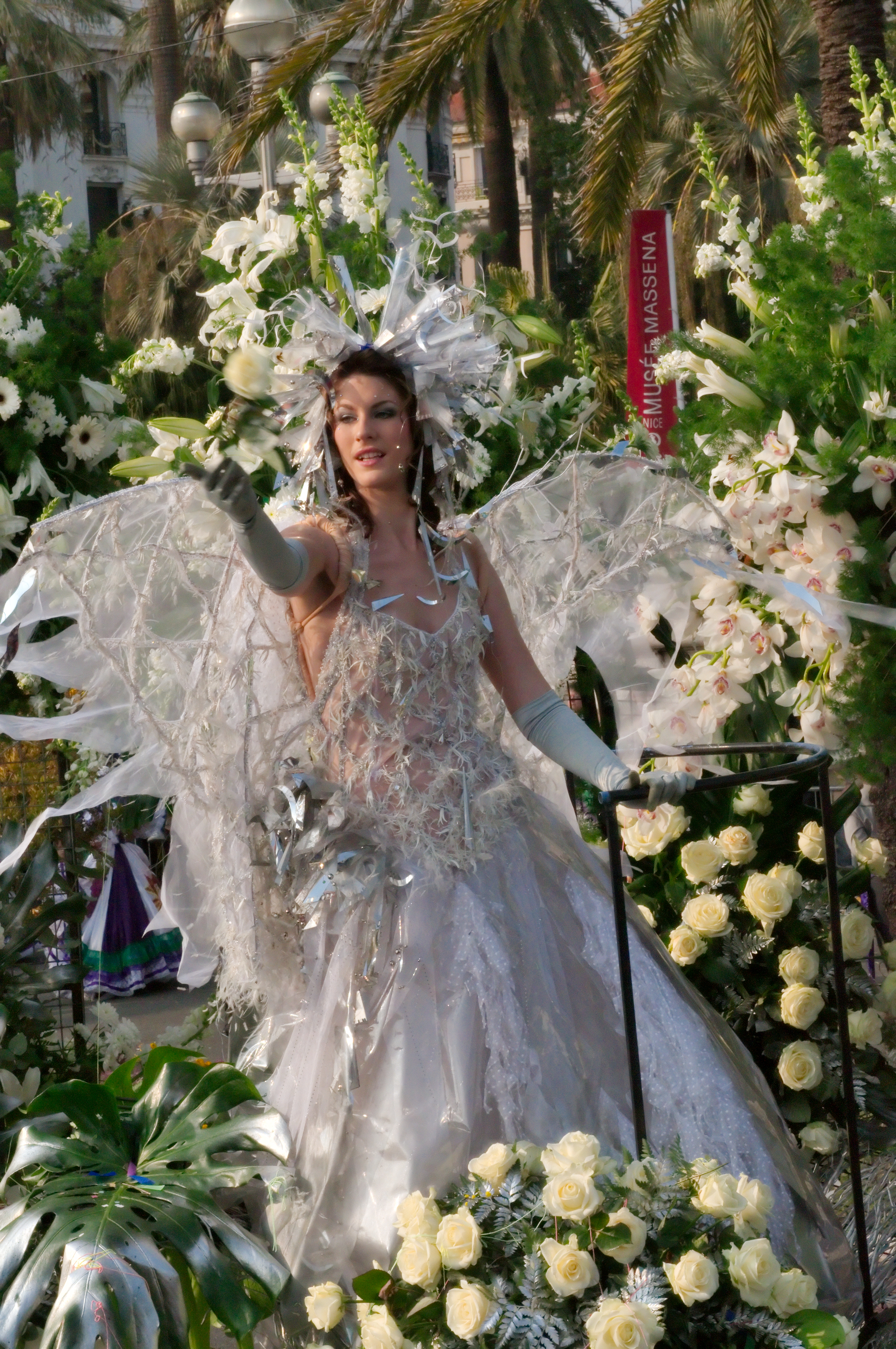

O Carnaval de Nice é um evento cultural da cidade de Nice, França.
Este carnaval surgiu no ano de 1294, quando o conde de Provence Charles d'Anjou passou o "dia a alegria do Carnaval", Sendo muito influenciado pelo Carnaval de Veneza.
O carnaval era muito cheio de máscaras e músicas, e pelo que se sabe o carnaval, é muito comemorado em vários países.